# Pandémie de Covid-19 au Zimbabwe
La pandémie de Covid-19 au Zimbabwe démarre officiellement le 20 mars 2020. À la date du 24 octobre 2022, le bilan est de 5 606 morts.

## Chronologie

### Mars 2020
Le Zimbabwe a vu son premier cas de Covid-19 d'un habitant de Victoria Falls qui est revenu du Royaume-Uni via l'Afrique du Sud le 15 mars. Ce cas est détecté le 20 mars,,. Aucun décès n'a été signalé initialement comme indiqué par erreur dans certaines sources depuis que le patient continue de s'isoler à domicile et montre des signes de rétablissement.
Deux autres cas dans le pays ont été confirmés le 21 mars, se trouvant à Harare. Le 23 mars, il a été confirmé que le journaliste Zororo Makamba était la première personne dans le pays à décéder du virus,,. Il y avait huit cas confirmés en mars.

### Avril 2020
Après la mort de Zororo Makamba, deux autres personnes sont décédées, portant le nombre de décès à trois. En raison d'une pénurie d'équipements médicaux de protection, les médecins zimbabwéens ont déposé une plainte contre le gouvernement afin qu'ils soient correctement protégés lorsqu'ils traitent des patients infectés.
Il y avait 26 nouveaux cas et trois décès en avril, portant le nombre de cas à 34 dont quatre décès.

### Mai 2020
Le 1er mai 2020, le ministère de la Santé annonce que six cas testés positifs au Covid-19 à Harare deux jours plus tôt ont finalement été infirmés après revérification des échantillonnages, ramenant le nombre total de malades dans le pays de 40 à 34.
Le 8 mai 2020, le ministère de la Santé établit un nouveau bilan de 35 cas confirmés, quatre décès et neuf guérisons.
Il y avait 144 nouveaux cas en mai, portant le nombre de cas à 178 dont quatre déces.

### Juin 2020
Il y avait 413 nouveaux cas et trois décès en juin, portant le nombre de cas à 591 dont sept décès.

### Juillet 2020
En juillet il y avait 2 578 nouveaux cas et 60 décès, portant le nombre de cas à 3 169 dont 67 décès.

### Août 2020
En août il y avait 3 328 nouveaux cas et 135 décès, portant le nombre de cas à 6 497 dont 202 décès.

### Septembre 2020
En septembre il y avait 1 340 nouveaux cas et 26 décès, portant le nombre de cas à 7 837 dont 28 décès.

### Octobre 2020
En octobre il y avait 530 nouveaux cas et 15 décès, portant le nombre de cas à 8 367 dont 243 décès.

### Novembre 2020
En novembre il y avait 1 667 nouveaux cas et 34 décès, portant le nombre de cas à 10 034 dont 277 décès.

### Décembre 2020
En décembre il y avait 3 591 nouveaux cas et 83 décès, portant le nombre de cas à 13 625 dont 360 décès.

### Janvier 2021
En janvier il y avait 19 763 nouveaux cas et 857 décès, portant le nombre de cas à 33 388 dont 1 217 décès.

### Février 2021
En février il y avait 2 701 nouveaux cas et 246 décès, portant le nombre de cas à 36 089 dont 1 463 décès.

### Mars 2021
En mars il y avait 793 nouveaux cas et 60 décès, portant le nombre de cas à 36 882 dont 1 523 décès.

### Avril 2021
En avril il y avait 1 375 nouveaux cas et 44 décès, portant le nombre de cas à 38 257 dont 1 567 décès.

### Mai 2021
En mai il y avait 704 nouveaux cas et 27 décès, portant le nombre de cas à 38 961 dont 1 594 décès.

### Juin 2021
En juin il y avait 10 903 nouveaux cas et 195 décès, portant le nombre de cas à 49 864 dont 1 789 décès.

### Juillet 2021
En juillet il y avait 58 996 nouveaux cas et 1 743 décès, portant le nombre de cas à 108 860 dont 3 532 décès.

### Août 2021
En août il y avait 15 913 nouveaux cas et 887 décès, portant le nombre de cas à 124 773 dont 4 419 décès.

### Septembre 2021
En septembre il y avait 6 047 nouveaux cas et 204 décès, portant le nombre de cas à 130 820 dont 4 623 décès.

### Octobre 2021
En octobre il y avait 2 157 nouveaux cas et 55 décès, portant le nombre de cas à 132 977 dont 4 678 décès.

### Novembre 2021
En novembre il y avait 1 648 nouveaux cas et 29 décès, portant le nombre de cas à 134 625 dont 4 707 décès.

### Décembre 2021
En décembre il y avait 78 733 nouveaux cas et 297 décès, portant le nombre de cas à 213 358 dont 5 004 décès.

### Janvier 2022
En janvier il y avait 16 308 nouveaux cas et 334 décès, portant le nombre de cas à 229 666 dont 5 338 décès.

### Février 2022
En février il y avait 6 714 nouveaux cas et 57 décès, portant le nombre de cas à 236 380 dont 5 395 décès.

### Mars 2022
En mars il y avait 9 905 nouveaux cas et 49 décès, portant le nombre de cas à 246 285 dont 5 444 décès.

### Avril 2022
En avril il y avait 1 626 nouveaux cas et 25 décès, portant le nombre de cas à 247 911 dont 5 469 décès.

### Mai 2022
En mai il y avait 4 792 nouveaux cas et 37 décès, portant le nombre de cas à 252 703 dont 5 506 décès.

### Juin 2022
En juin il y avait 2 883 nouveaux cas et 49 décès, portant le nombre de cas à 255 586 dont 5 555 décès.

### Juillet 2022
En juillet il y avait 796 nouveaux cas et 22 décès, portant le nombre de cas à 256 382 dont 5 577 décès.

### Août 2022
En août il y avait 387 nouveaux cas et 19 décès, portant le nombre de cas à 256 769 dont 5 596 décès.

### Septembre 2022
En septembre il y avait 573 nouveaux cas et 3 décès, portant le nombre de cas à 257 342 dont 5 599 décès.

### Octobre 2022
En octobre il y avait 551 nouveaux cas et 7 décès, portant le nombre de cas à 257 893 dont 5 606 décès.

### Novembre 2022
En novembre il y avait 1 271 nouveaux cas et 14 décès, portant le nombre de cas à 259 164 dont 5 620 décès.

### Décembre 2022
En décembre il y avait 783 nouveaux cas et 15 décès, portant le nombre de cas à 259 947 dont 5 635 décès.

### 2023
En 2023 il y avait 6 124 nouveaux cas et 96 décès, portant le nombre de cas à 266 071 dont 5 731 décès.

## Mesures de prévention
Avant qu'il n'y ait de cas confirmés dans le pays, le président Emmerson Mnangagwa avait déclaré une urgence nationale, imposant des restrictions de voyage et interdisant les grands rassemblements. La ministre de la Défense du pays, Oppah Muchinguri, a provoqué une controverse en déclarant que le coronavirus pourrait être une punition divine pour les pays occidentaux pour avoir imposé des sanctions au Zimbabwe : « Ils sont enfermés chez eux. Leur économie souffre comme ils ont fait souffrir la nôtre. Ils doivent sentir les effets du coronavirus pour comprendre notre douleur. » Le président Emmerson Mnangagwa a tenté de rattraper les propos de sa ministre, sans la citer, indiquant que personne ne peut être tenu pour responsable de cette pandémie, qui n'a pas de frontière.
Le 23 mars, le président Emmerson Mnangagwa a annoncé des mesures supplémentaires :  
- fermeture des frontières du Zimbabwe à tous les voyages non essentiels, à l'exception des résidents de retour et des marchandises
- fermeture de bars, discothèques, cinémas, piscines et infrastructures sportives;
- restriction de tous les rassemblements publics à moins de 50 personnes;
- suspension des fêtes religieuses et mariages;
- fermeture des écoles et de l'université;
- limitation des visites à l'hôpital à un maximum d'une par jour[49],[50]. Le 27 mars le gouvernement a annoncé que le pays entrerait en confinement nationale pendant 21 jours à compter du 30 mars[51]. La police est envoyée dans les principales villes pour faire respecter ces mesures et instaurer des barrages sur les routes principales
- Le président du Zimbabwe a par ailleurs déclaré cette pandémie « catastrophe nationale ».

## Risques de famine
Après plusieurs années de sécheresse, la menace de famine s'accroît au Zimbabwe. Le Programme alimentaire mondial de l'ONU (PAM) a averti en avril 2020 que la moitié des 15 millions de Zimbabwéens souffrent d'insécurité alimentaire et ont besoin d'une aide d'urgence pour survivre. « La pandémie de Covid-19 risque de provoquer encore plus de détresse », a relevé le responsable du PAM à Harare, Eddie Rowe. « Nous devons faire notre maximum pour empêcher cette tragédie de tourner à la catastrophe ». L'ONU a lancé un plan d'aide humanitaire.

## Sanctions internationales
Malgré les menaces extrêmes pesant sur le pays, les États-Unis ne sont toujours pas disposés à lever les sanctions économiques contre le Zimbabwe qu'ils ont prolongées le 4 mars malgré l'avancée de la pandémie. Michelle Bachelet, Haut Commissaire de l'ONU aux droits de l'Homme a demandé que les sanctions internationales frappant plusieurs États, dont le Zimbabwe, soient « assouplies ou suspendues » en cette « période cruciale » de pandémie de Covid-19. « Il est nécessaire d’appliquer des dérogations vastes et pragmatiques pour raison humanitaire face à ces sanctions, et d'accorder des autorisations rapides et flexibles pour obtenir les fournitures et équipements médicaux essentiels », a-t-elle souligné.